# 田島典子
田島 典子（たじま のりこ、1976年7月27日 - ）は、元東海テレビ放送アナウンサー。埼玉県出身。血液型O型。

## 来歴
東洋英和女学院大学卒業後、1999年に東海テレビに入社。2004年に退社後、アメリカに留学。

## 担当番組
- めざましテレビ （東海地区中継担当）
- やっぱイチバン! 東海テレビ （ミニ番組）
- ドラゴンズHOTスタジオ
- お料理倶楽部 もぎたてキャッチ

## その他
- 幼児教育番組『すくすくぽん!』で使用する歌を、他の東海テレビアナウンサーと一緒に歌っており、MT・CD化されている。
  - 「ららら♪たんじょうび」（1999年9月発売　ポニーキャニオン。この中の「ららら♪たんじょうび」を朝山くみと歌唱）
  - 「ハラペコ グー」（2000年9月発売　ポニーキャニオン。この中の「ハラペコ グー ～カレーの巻～」と「ハラペコ グー ～手巻き寿司の巻～」を朝山くみ・宮沢桃子・今井由実子と歌唱）

| スタブアイコン | サブスタブ | この項目は、まだ閲覧者の調べものの参照としては役立たない、アナウンサーに関連した書きかけの項目です。この項目を加筆・訂正などしてくださる協力者を求めています（PJ:アナウンサー）。 |